# 음력 2월 15일
음력 2월 15일은 음력 2월의 15번째 날이다.

## 문화
- 2011년 - 서울특별시 강동구와 경기도 하남시를 잇는 하남BRT 개통.

## 탄생
- 1976년 - 대한민국의 배우 이민우.
- 1988년 - 대한민국의 배우 정해인.
- 1989년 - 스웨덴의 축구 선수 지미 두르마즈.
- 1991년 - 일본의 성우 사사키 미코이.
- 2000년 - 대한민국의 래퍼 현진 (스트레이 키즈).

## 사망
- 기원전 480년 경 - 석가모니

## 기념일, 연중행사
- 열반재일

## 같이 보기
- 음력 360일: 1월 2월 3월 4월 5월 6월 7월 8월 9월 10월 11월 12월
- 전날:2월 14일 다음날:2월 16일 - 전달:1월 15일 다음달:3월 15일
- 양력:2월 15일
- 음력, 윤달